# Wahlkreis Görlitz 1
Der Wahlkreis Görlitz 1 (Wahlkreis 57) ist ein Landtagswahlkreis in Sachsen. Er umfasst die Städte Bad Muskau, Niesky, Rothenburg/O.L., Weißwasser/O.L. und die Gemeinden Boxberg/O.L., Gablenz, Groß Düben, Hähnichen, Hohendubrau, Horka, Kodersdorf, Krauschwitz, Kreba-Neudorf, Mücka, Neißeaue, Quitzdorf am See, Rietschen, Schleife, Schöpstal, Trebendorf, Waldhufen, Weißkeißel im Landkreis Görlitz und existiert in dieser Form seit der Landtagswahl 2014. Wahlberechtigt waren bei der letzten Landtagswahl (im Jahr 2019) 57.172 Einwohner.

## Wahl 2024
Die Landtagswahl 2024 führte zu folgendem Ergebnis:
| Direktkandidat               | Partei              | Erststimmen in % | Zweitstimmen in % |
| ---------------------------- | ------------------- | ---------------- | ----------------- |
| Tilmann Gottfried Havenstein | CDU                 | 33,0             | 33,1              |
| Roberto Kuhnert              | AfD                 | 42,6             | 41,2              |
| Antonia Mertsching           | Die Linke           | 3,5              | 2,3               |
| Carolin Renner               | GRÜNE               | 1,1              | 1,5               |
| Gerhild Kreutziger           | SPD                 | 2,5              | 3,8               |
| Claus Torsten Pötschk        | FDP                 | 0,9              | 0,6               |
| Siegmund Hänchen             | Freie Wähler        | 2,6              | 1,4               |
| –                            | Die Partei          | –                | 0,5               |
| –                            | Piraten             | –                | 0,2               |
| –                            | ÖDP                 | –                | 0,0               |
| –                            | BüSo                | –                | 0,1               |
| –                            | Tierschutz hier!    | –                | 1,0               |
| –                            | dieBasis            | –                | 0,2               |
| –                            | Bündnis C           | –                | 0,2               |
| –                            | Bündnis Deutschland | –                | 0,3               |
| Hans-Ullrich Hinner          | BSW                 | 8,5              | 11,5              |
| –                            | Freie Sachsen       | –                | 1,7               |
| –                            | V-Partei3           | –                | 0,1               |
| –                            | WU                  | –                | 0,3               |
| Sylvio Arndt                 | Einzelbewerber      | 5,4              | –                 |

## Wahl 2019
Vorläufiges Ergebnis der Landtagswahl am 1. September 2019 im Wahlkreis 57 – Görlitz 1:
(Ergebnisse in Prozent)
| Direktkandidat     | Partei               | Direktstimmen | Listenstimmen |
| ------------------ | -------------------- | ------------- | ------------- |
| Tilman Havenstein  | CDU                  | 34,3          | 36,6          |
| Antonia Mertsching | Die Linke            | 9,5           | 8,6           |
| Thomas Baum        | SPD                  | 8,0           | 5,8           |
| Roberto Kuhnert    | AfD                  | 36,6          | 35,4          |
| Thomas Pilz        | GRÜNE                | 3,1           | 3,1           |
| –                  | NPD                  | –             | 0,6           |
| Sebastian Grubert  | FDP                  | 3,4           | 3,1           |
| Siegmund Hänchen   | Freie Wähler         | 5,0           | 2,7           |
| –                  | Tierschutz           | –             | 1,5           |
| –                  | Piraten              | –             | 0,2           |
| –                  | Die PARTEI           | –             | 0,9           |
| –                  | BüSo                 | –             | 0,1           |
| –                  | ADPM                 | –             | 0,2           |
| –                  | Blaue Partei         | –             | 0,3           |
| –                  | KPD                  | –             | 0,1           |
| –                  | ÖDP                  | –             | 0,1           |
| –                  | Die Humanisten       | –             | 0,0           |
| –                  | PDV                  | –             | 0,1           |
| –                  | Gesundheitsforschung | –             | 0,4           |

| Wahlberechtigte | 57.172 |
| Wahlbeteiligung | 67,9 % |

## Wahl 2014
| Amtliches Endergebnis der Landtagswahl am 31. August 2014 in Sachsen im Wahlkreis 057 Görlitz 1 (Ergebnisse in Prozent) |

| Direktkandidat    | Partei          | Erststimmen in % | Zweitstimmen in % |
| ----------------- | --------------- | ---------------- | ----------------- |
| Lothar Bienst     | CDU             | 41,4             | 41,1              |
| Kathrin Kagelmann | Die Linke       | 22,1             | 19,4              |
| Thomas Baum       | SPD             | 11,6             | 11,0              |
| Michael Ackermann | NPD             | 5,2              | 5,6               |
| Toralf Einsle     | FDP             | 2,6              | 3,5               |
| Thomas Pilz       | GRÜNE           | 2,7              | 2,8               |
| –                 | Tierschutz      | –                | 1,0               |
| Stephan Dienel    | Piraten         | 0,9              | 0,7               |
| –                 | BüSo            | –                | 0,2               |
| –                 | DSU             | –                | 0,1               |
| Detlef Renner     | AfD             | 10,7             | 11,7              |
| –                 | pro Deutschland | –                | 0,2               |
| Knut Falkenberg   | FREIE WÄHLER    | 2,9              | 2,3               |
| –                 | DIE PARTEI      | –                | 0,3               |